# Fungi imperfecti
Die Fungi imperfecti oder imperfekten Pilze (Deuteromycetes) sind Vertreter der Höheren Pilze (Schlauch-, Ständer- oder Jochpilze), in deren Entwicklungszyklus die Phase der sexuellen Befruchtung fehlt oder noch nicht entdeckt wurde. Die Vermehrung erfolgt durch asexuell gebildete Sporen (Konidien) oder rein vegetativ.
Meist wird der Begriff Fungi imperfecti und mehr noch Deuteromycetes oder Deuteromyzeten für die imperfekten Pilze aus der Abteilung Schlauchpilze (Ascomycota) verwendet, da die meisten dieser Pilze dieser Gruppe angehören.
Die Fungi imperfecti sind kein natürliches, sondern ein Form-Taxon. Traditionell werden sie in Form-Klassen, -Ordnungen, -Familien, -Gattungen, -Arten eingeteilt. Vorwiegend werden für diese Einteilung morphologische Merkmale der Konidienträger und der Konidienbildung herangezogen. Es handelt sich bei den imperfekten Pilzen um anamorphe Formen, die unter natürlichen Bedingungen keine teleomorphe Entwicklung mehr durchmachen.

## Formale Systematik
Nachfolgend die Systematik der Fungi imperfecti nach Dörfelt, 1989:
- Form-Klasse: Hyphomycetes
  - Form-Ordnung: Agonomycetales
    - Form-Familie: Agonomycetaceae

  - Form-Ordnung: Moniliales
    - Form-Familie: Moniliaceae
    - Form-Familie: Dematiaceae
    - Form-Familie: Stilbellaceae
    - Form-Familie: Tuberculariaceae
- Form-Klasse: Coelomycetes
  - Form-Ordnung: Melanconiales
    - Form-Familie: Melanconiaceae

  - Form-Ordnung: Sphaeropsidales
    - Form-Familie: Sphaeropsidaceae